# Munden (Kansas)
Munden é uma cidade localizada no estado americano de Kansas, no Condado de Republic.

## Demografia
Segundo o censo americano de 2000, a sua população era de 122 habitantes.
Em 2006, foi estimada uma população de 106, um decréscimo de 16 (-13.1%).

## Geografia
De acordo com o United States Census Bureau tem uma área de
0,5 km², dos quais 0,5 km² cobertos por terra e 0,0 km² cobertos por água. Munden localiza-se a aproximadamente 498 m acima do nível do mar.

## Localidades na vizinhança
O diagrama seguinte representa as localidades num raio de 16 km ao redor de Munden.